# Biscuiterie Jeannette
Pour les articles homonymes, voir Jeannette.
Biscuiterie Jeannette est une marque commerciale de la société Jeannette 1850 entreprise de l'industrie agroalimentaire française, spécialisée dans les madeleines, originaire de Caen dans le département du Calvados.
En 2018, la biscuiterie Jeannette a reçu le label d'État Entreprise du patrimoine vivant dans la catégorie « Gastronomie » pour son savoir-faire jugé d'excellence.

## Situation
Depuis le 20 octobre 2018, le siège social du groupe est situé au 23, avenue du Pays de Caen à Colombelles dans le département du Calvados. L'entreprise détient un établissement secondaire au Clos Neuf à Démouville.

## Histoire

### Origines (1850-1927)

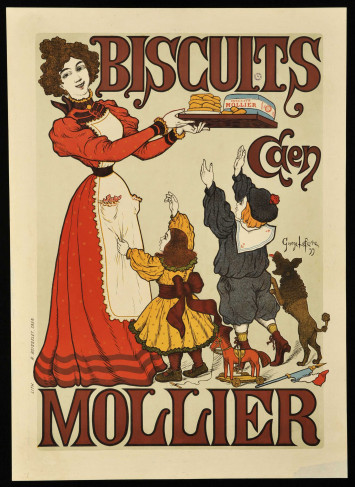
Affichette de promotion des biscuits Mollier par l'artiste-peintre Georges Lefèvre (1899).

À partir du Second Empire et avec l'arrivée du chemin de fer, la Normandie voit arriver les villégiaturistes qui s'adonnent aux bains de mer sur le littoral et se retrouvent à l'heure du thé autour de boissons chaudes, agrémentées de biscuits locaux dont le plus populaire est le sablé normand. Cette pâtisserie, qui a l'avantage de se conserver plusieurs semaines, apparaît dans les devantures des boulangeries et des épiceries ou autres petits commerces de bouche qui explosent à la fin du XIXe siècle. Sa fabrication est artisanale et se fait en ateliers avec quelques ouvriers. L'une des biscuiteries les plus anciennes du Calvados est la Biscuiterie normande, créée en 1850 à Caen par Pierre Mollier, qui se spécialise dans la fabrication haut de gamme avec des matières premières provenant de Normandie. Outre des sablés, elle fabrique des petits fours, des biscuits secs dits « biscuits de Reims » et des biscuits à la cuiller appelés « biscuits Duchesse ». Sa renommée est grande, la qualité de ses produits étant reconnue aux concours agricoles et culinaires de Cherbourg (1886), Saint-Lô (1882), Caen (1883), Le Havre (1887) et même de Paris (médaille de bronze dès 1880). En 1899, Pierre Mollier s'adresse à un artiste pour assurer la promotion de sa production : Georges Lefèvre, qui deviendra peintre de renom dans l'art de l'affiche sous le nom de Geo Lefèvre (1876-1953). La biscuiterie reçoit la médaille d’argent durant l’Exposition universelle de Paris en 1900. En ce début du XXe siècle, la biscuiterie, qui a étendu sa clientèle à toute la France, industrialise ses procédés de fabrication. Mais cet essor se trouve interrompu par la Première Guerre mondiale avec la pénurie de main-d'œuvre masculine et les mesures de restrictions alimentaires. Pour ravitailler les armées au front, la biscuiterie change de gamme et se voit contrainte d'importer de la farine de riz et de manioc. Elle survit avec deux ouvriers suisses et une dizaine d'employées femmes. A la fin de la guerre, en 1918, Pierre Mollier vend ses secrets de fabrication à un ancien banquier, Albert Boissel, qui décide de se reconvertir dans la biscuiterie dont il pressent l'importance économique. L'entreprise, implantée à Ifs, garde un caractère familial mais devient rapidement florissante au point qu'en 1925 Albert Boissel engage un associé pour le seconder, un jeune cherbourgeois dénommé Lucien Jeannette. Deux ans plus tard, Lucien Jeannette rachète les parts de ses associés et rebaptise la biscuiterie du nom de Biscuiterie moderne du Calvados, qui deviendra par la suite Biscuiterie Jeannette. 

### Epoque Jeannette (1927-1951)
Les premières années, soucieux de fidéliser la clientèle, Lucien Jeannette continue de vendre des biscuits estampillés « Mollier » dont l'établissement a reçu en 1911 la médaille d'or de Paris. Le développement de l'entreprise est rapide, si bien qu'en 1930 Lucien Jeannette dépose la marque « Galette de Caen » commercialisées dans des boites en fer-blanc pour biscuits qui feront le bonheur des boxoferrophilistes. Lucien Jeannette recrute des voyageurs de commerce qui prospectent les villes de la moitié nord de la France et il installe deux dépôts de vente dans la région parisienne, l'un à Gentilly et l'autre à Bécon-les-Bruyères.
Malgré la crise des années 1930, Lucien Jeannette décide de se lancer dans la production de madeleines, qui était jusque-là une spécialité lorraine de Commercy. L'introduction de cette pâtisserie de la ligne « pâte jaune » est « une véritable innovation » en Normandie. 
La pénurie de denrées de première nécessité (œufs, farine, beurre) oblige la production à s’adapter lors de l'invasion de la France par l'Allemagne, bien que le département du Calvados soit le principal pourvoyeur des matières premières. Le préfet rappelle aux habitants dans une note du 23 juin 1941 que « bien qu'ils se trouvent dans une région de production, ne sauraient se soustraire au devoir de solidarité nationale, en vertu duquel chacun doit obtenir la même part des ressources disponibles ». L'entreprise, réduite à utiliser des ersatz telle la caséine, sous-produit du beurre, distribue des biscuits aux réfugiés. L'occupation de la France par l'Allemagne sera également une épreuve douloureuse pour la biscuiterie. Victime des bombardements alliés, l'usine est sinistrée à 25%. Les Allemands la pillent en juin 1944. Elle cesse toute activité et Lucien Jeannette s'engage en tant que brancardier, transformant la camionnette de l'entreprise en poste sanitaire. L'affaire ne peut reprendre qu'en janvier 1945 et le matériel est remplacé dans les deux années : batteur-mélangeur et rotative à mouler les biscuits en 1947, machine à empaqueter en 1949. Lucien Jeannette devient actionnaire du moulin de Bully et en 1950, il commercialise de nouveau avec succès des madeleines ainsi que la « galette de Caen » et le « Petit Normandy » dont il avait de nouveau déposé la marque en juin 1945. Ces produits phares sont présentés lors de l'exposition commerciale qui se tient à Caen en 1951. Usé et n'ayant pas d'héritier, il vend son usine et les deux marques de fabrique à Eugène Vinchon qui constitue une SARL avec ses fils Raymond et Jean le 21 octobre 1951, le jour même de la cession. La Biscuiterie Moderne du Calvados devient alors la Biscuiterie Jeannette. 

### Epoque Vinchon (1951-1986)
De nouvelles méthodes de fabrication et techniques de marketing sont mises en œuvre par les frères Raymond et Jean Vinchon qui se lancent dans la production industrielle des madeleines, permettant à l'entreprise de se développer rapidement en passant des accords de distribution avec les grandes surfaces et à l'exportation. L'entreprise passe ainsi de 15 salariés en 1950 à 240 en 1985. Sa flotte est de 44 camions, ce qui garantit une distribution rapide et donc une fraicheur des produits. Ces camions sont aux couleurs de la Biscuiterie Jeannette et servent autant à la publicité de la marque qu'à la livraison de la production. 
En juillet 1969, Raymond Vinchon rachète la Biscuiterie caennaise, en difficulté depuis plusieurs années et qui propose une gamme de produits différente et complémentaire (boudoirs, cuillers et petits fours aux amandes). Les deux sites de production, route de Falaise à Ifs et rue de la Marne à Caen, gardent leur production propre jusqu'en 1975 où l'usine d'Ifs se trouve au maximum de sa production. La fabrication des boudoirs et cuillers cède alors la place à celle des madeleines. 
En 1981, un entrepôt est créé à Frénouville et le matériel de l'usine d'Ifs est peu à peu transféré à l'usine de Caen, siège de la biscuiterie. A son apogée, la Biscuiterie Jeannette propose alors 27 références de produits. Elle est « le douzième biscuitier au plan national et le premier fabricant de pâtisserie générique, elle grignote à elle seule 33 % du marché » constate l'hebdomadaire normand Liberté le 9 septembre 1983. Ce même mois, la Biscuiterie Jeannette fait partie des trois entreprises bas-normandes qui accompagnent la ministre de l'agriculture lors de sa mission aux États-Unis et au Canada, ce qui lui permet d'ajouter la clientèle américaine à son carnet d'affaires.
La biscuiterie devient alors un sujet d’intérêt pour les multinationales.

### Cession au groupe Gringoire-Brossard (1986-1994)
Ainsi en 1986, la Biscuiterie Jeannette est achetée par la société Gringoire-Brossard afin de consolider sa position de leader sur le marché de la pâtisserie. La direction du groupe donne comme objectif à Jeannette d'augmenter le chiffre d'affaires de Gringoire-Brossard en augmentant ses exportations de pâte jaune et de pâtisseries semi-fraîches. De nouveaux produits sont élaborés comme les « Jeanny's » ou les « Régalta ». Les premières années, les employés de l'usine de Caen sont satisfaits de ce rachat dont ils perçoivent les avantages : augmentation des salaires et création d'un comité d'entreprise qui organise fêtes et voyages pour le personnel. 
En 1989, le groupe devient international et l'année suivante, il comprend douze usines installées dans cinq pays, avec 3 100 salariés dont 140 pour l'usine caennaise. 
Mais en 1992, en raison de la forte concurrence sur les marchés et à l'adoption d'un plan de rationalisation, plus de la moitié des effectifs de la Biscuiterie Jeannette est licenciée. L'usine tourne alors à 60 % de ses capacités et le groupe Gringoire-Brossard cherche à s'en débarrasser. Face à la menace de fermeture, Jeannette connaît sa première grève du personnel en novembre 1992. La famille Vinchon, qui ne partage pas la stratégie du géant de la pâtisserie, se retire du groupe en rachetant son patrimoine en août 1994.

### Deux décennies d'incertitude (1994-2014)
L'entreprise compte alors 51 salariés. En septembre, elle passe dans les mains du groupe Cartelot dont elle constitue le fer de lance, aux côtés de la société Loridan à Roncq dans le Nord et de la société Dubois-Berry à Bourges dans le Cher. Mais en août 1995, Francis Vinchon est écarté du groupe au profit des frères Desprets de la société Loridan. Les difficultés économiques s'accumulent et la société Jeannette est mise en redressement en 1997 puis en liquidation judiciaires. En 1999, les frères Desprets décident de centrer la production du groupe dans le Nord avec le projet d'y produire des jeannettes. 
En 2001, le groupe Cartelot est dissocié et chaque site est mis en vente séparément. Le 20 décembre 2001, la Biscuiterie Jeannette trouve un repreneur , Jean-Claude Cherrier et elle devient la Société Nouvelle Jeannette le 1er janvier 2002. Elle adopte à partir de 2003 une nouvelle ligne de conditionnement en sachet individuel. La production est relancée mais l'entreprise reste fragile. Elle perd des marchés importants en 2005, est mise en redressement judiciaire en 2008 puis en liquidation l'année suivante. Elle est alors reprise par un groupe d'investisseurs dirigé par Claude Simon, ancien directeur général du groupe Mère Poulard mais dépose de nouveau le bilan en 2011, Reprise en avril 2012 par le fonds d'investissement falaisien LCG,, la biscuiterie Jeannette est mise, pour la 5e fois, en liquidation  judiciaire l'année suivante.

### La renaissance de Jeannette (depuis 2014)
En 2014, après plusieurs mois de lutte, les salariés de la biscuiterie avec l'aide et les conseils de militants de l'Union Locale CGT de Caen, décident d’occuper les locaux. En novembre de la même année, un homme d'affaires franco-portugais, Georges Viana, spécialiste dans les projets de reprises difficiles d’entreprises, reprend la biscuiterie Jeannette avec l'aide d'un financement participatif.  
En 2015 les madeleines Jeannette, fabriquées à Démouville, font leur apparition sur la Foire de Caen. En novembre de la même année, la biscuiterie ouvre une boutique de vente en ligne sur son site Internet.  

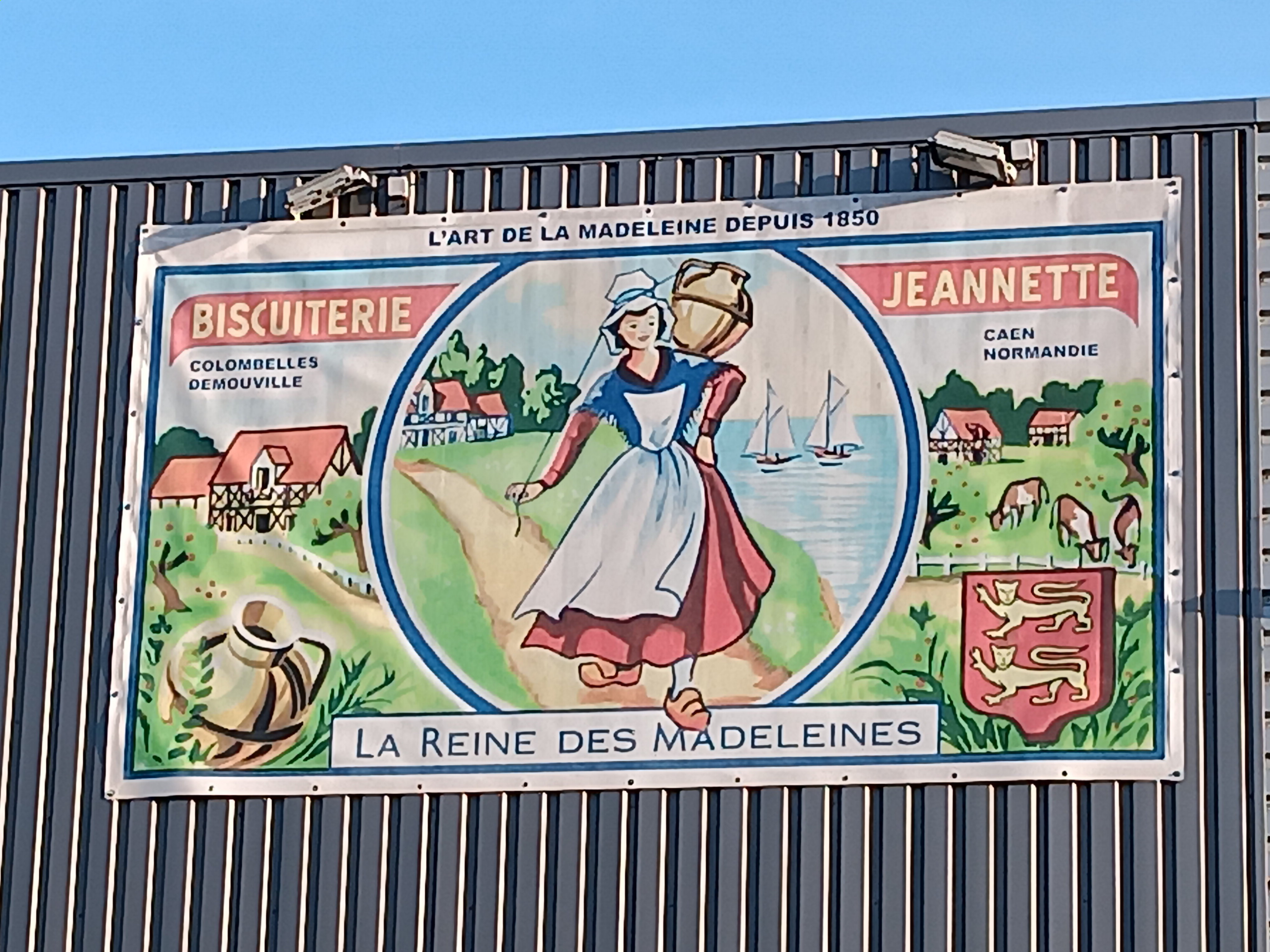
Bâche publicitaire sur le magasin d'usine de la biscuiterie Jeannette à Colombelles.

Le 1er mars 2018, la biscuiterie devient la société Jeannette 1850 et ouvre son nouveau magasin d'usine à Colombelles où elle a installé une deuxième entreprise fin 2017. Grâce à l'acquisition d'un nouveau four, elle double sa production journalière qui passe à 2 tonnes quotidiennes, l'objectif étant d'atteindre 5 tonnes en 2021. 
La croissance du chiffre d'affaires de l'ordre de 30 % est fragilisée par le mouvement des Gilets jaunes dont certains participants occupent le rond-point proche du Lazzaro, occasionnant pendant plusieurs mois une baisse de la fréquentation du magasin estimée à 70 %. 
Le 18 octobre 2019, la biscuiterie annonce le retrait de Georges Viana, qui avait permis la renaissance de l'entreprise. Lui succède André Réol, un Caennais déjà actionnaire minoritaire (25 %) et propriétaire des murs de la biscuiterie, qui rachète 51 % des parts de son prédécesseur. Afin d'assurer la survie de l'entreprise, André Réol prévoit de développer l'exportation des madeleines et de recruter un directeur commercial chargé d'atteindre cet objectif,. Le nouveau patron a investi environ 2 millions d'euros pour relancer l'entreprise.
Fin 2023, la biscuiterie annonce qu'en dix ans, elle a doublé son chiffre d'affaires en le portant à près de quatre millions d'euros.

## Savoir-faire et distinctions

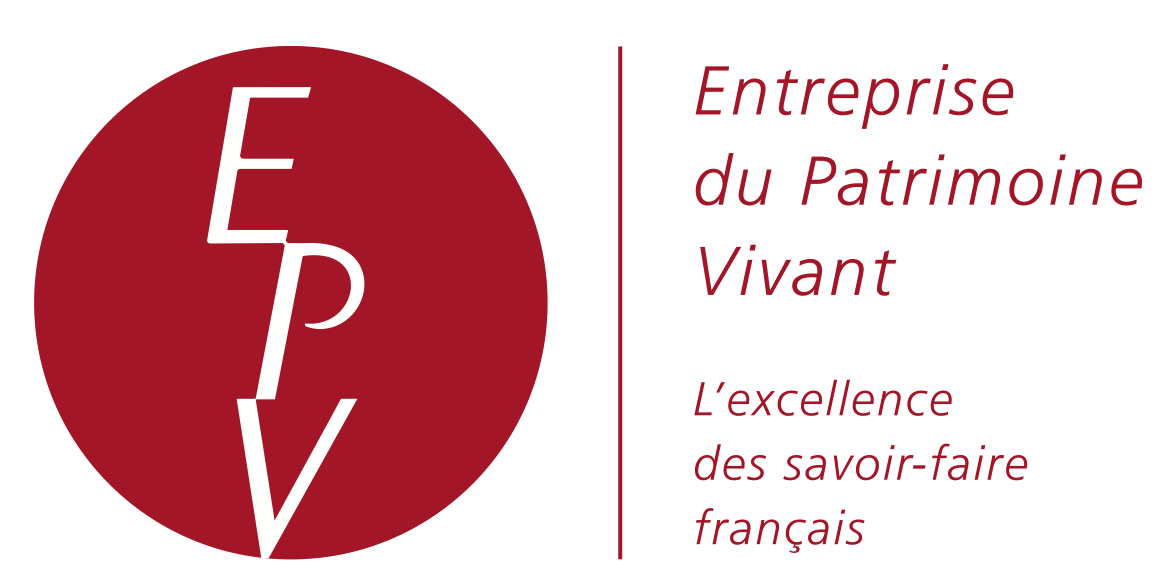
Label accordé en 2018.

Le 22 février 2018, la biscuiterie Jeannette a reçu le label d'État Entreprise du patrimoine vivant. 
Depuis sa reprise, l'entreprise s'est lancée dans de nouvelles recettes avec la participation bénévole de Philippe Parc, Meilleur Ouvrier de France et Champion du monde des Métiers du dessert.
En 2017, à l'occasion de la sortie de sa madeleine bio, la biscuiterie a reçu des consommateurs le trophée « Meilleur produit France de l'année 2017-2018 ». 
La biscuiterie Jeannette est présente dans les allées du Salon international de l'agriculture depuis 2017. A l'occasion de l'édition 2019 de cette manifestation, elle a lancé une gamme de madeleines sans gluten. 
Depuis 2018, la biscuiterie s'est lancée dans des éditions spéciales et limitées de la jeannette au fil des fêtes et des évènements normands comme « La Mathilde » pour le Banquet Fantastique de Caen organisé pour la première fois en juillet 2018, la madeleine Halloween aux couleurs orange et noir de cette fête, la « Madeleine des Rois » fourrée à la frangipane ou la madeleine « Joyeuse St Valentin » à la saveur rose-framboise.  